# Mante religieuse
Pour les articles homonymes, voir Mante religieuse (homonymie).
Mantis religiosa
Genre
Espèce
Statut de conservation UICN

 LC  : Préoccupation mineure
La Mante religieuse (Mantis religiosa) est une espèce d'insectes de la famille des Mantidae originaire du bassin méditerranéen, introduite en Asie et en Amérique du Nord.

## Description
La Mante religieuse est un insecte diurne de 6 à 8 cm de long. 

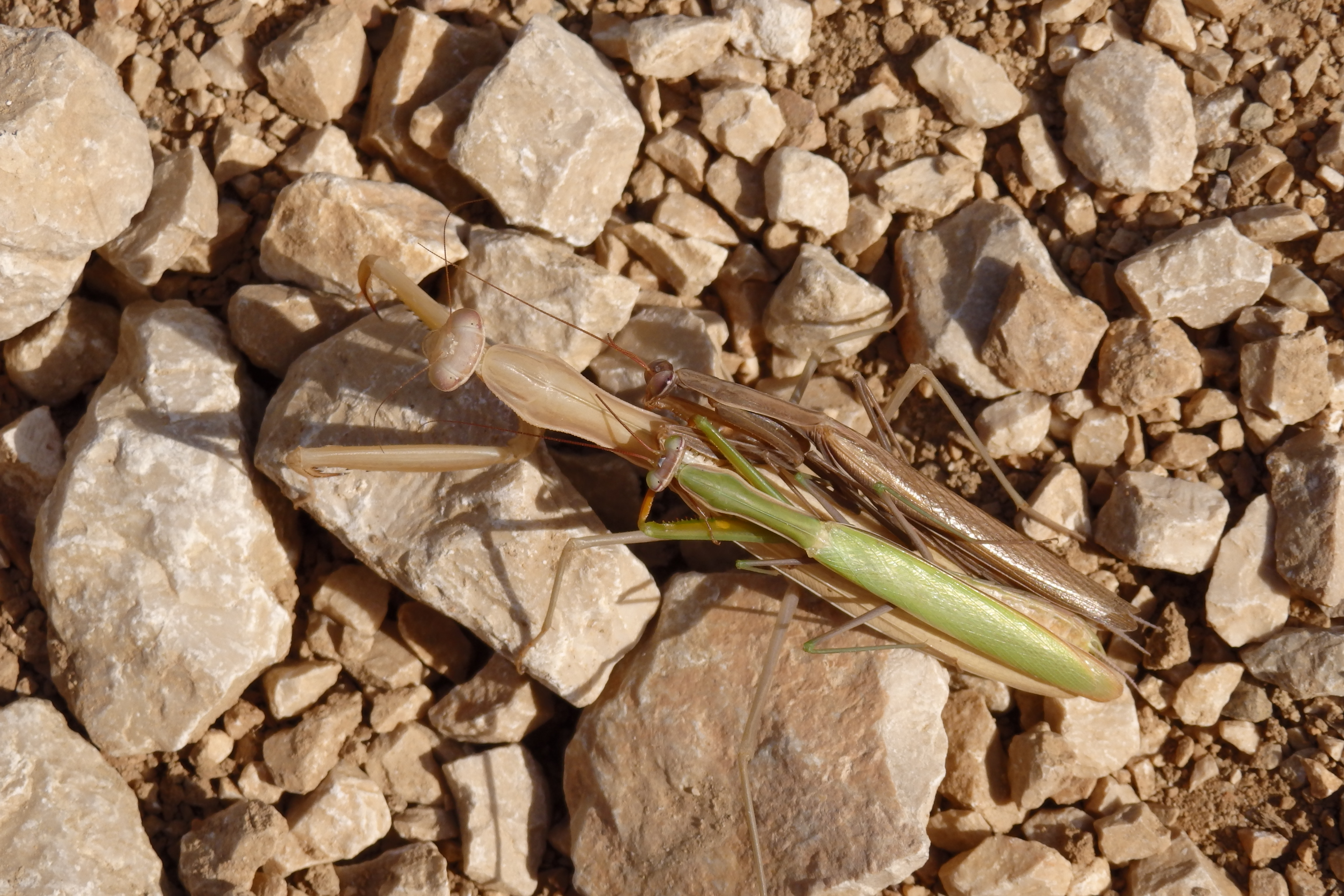
Une femelle et deux mâles de teintes diverses.
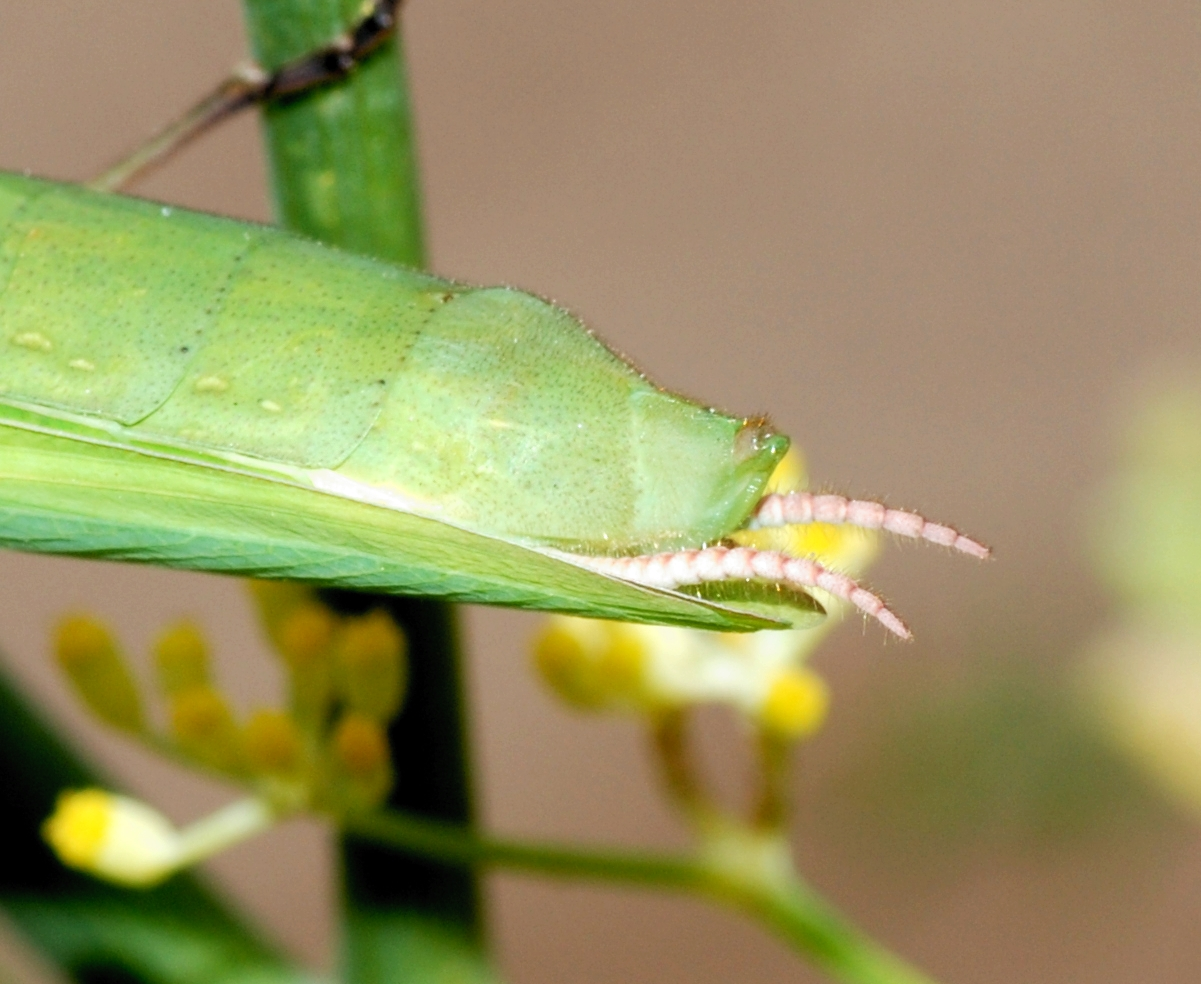
Cerques d'une femelle.
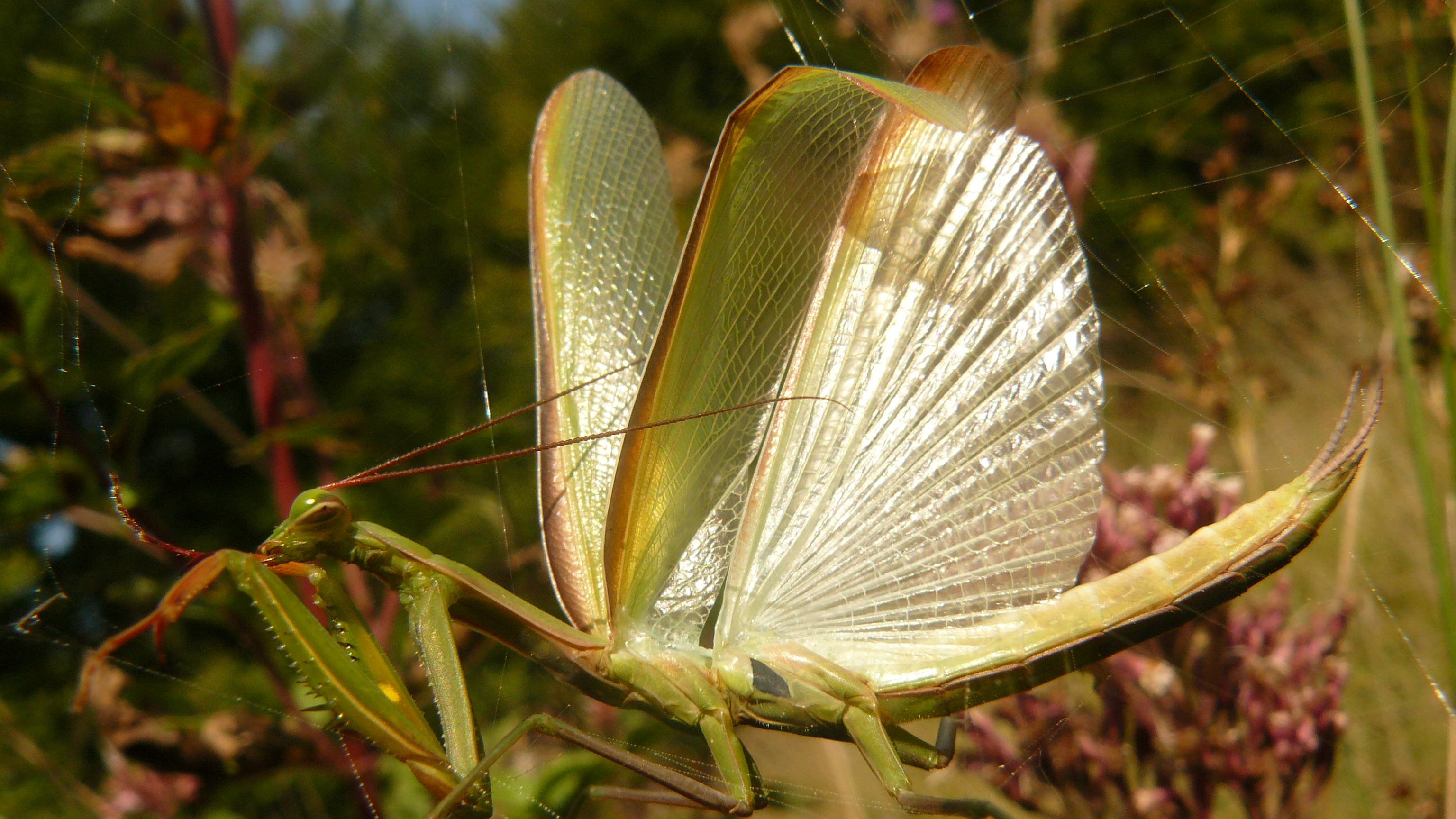
Un mâle adulte pris dans les filets d'une toile d'araignée.
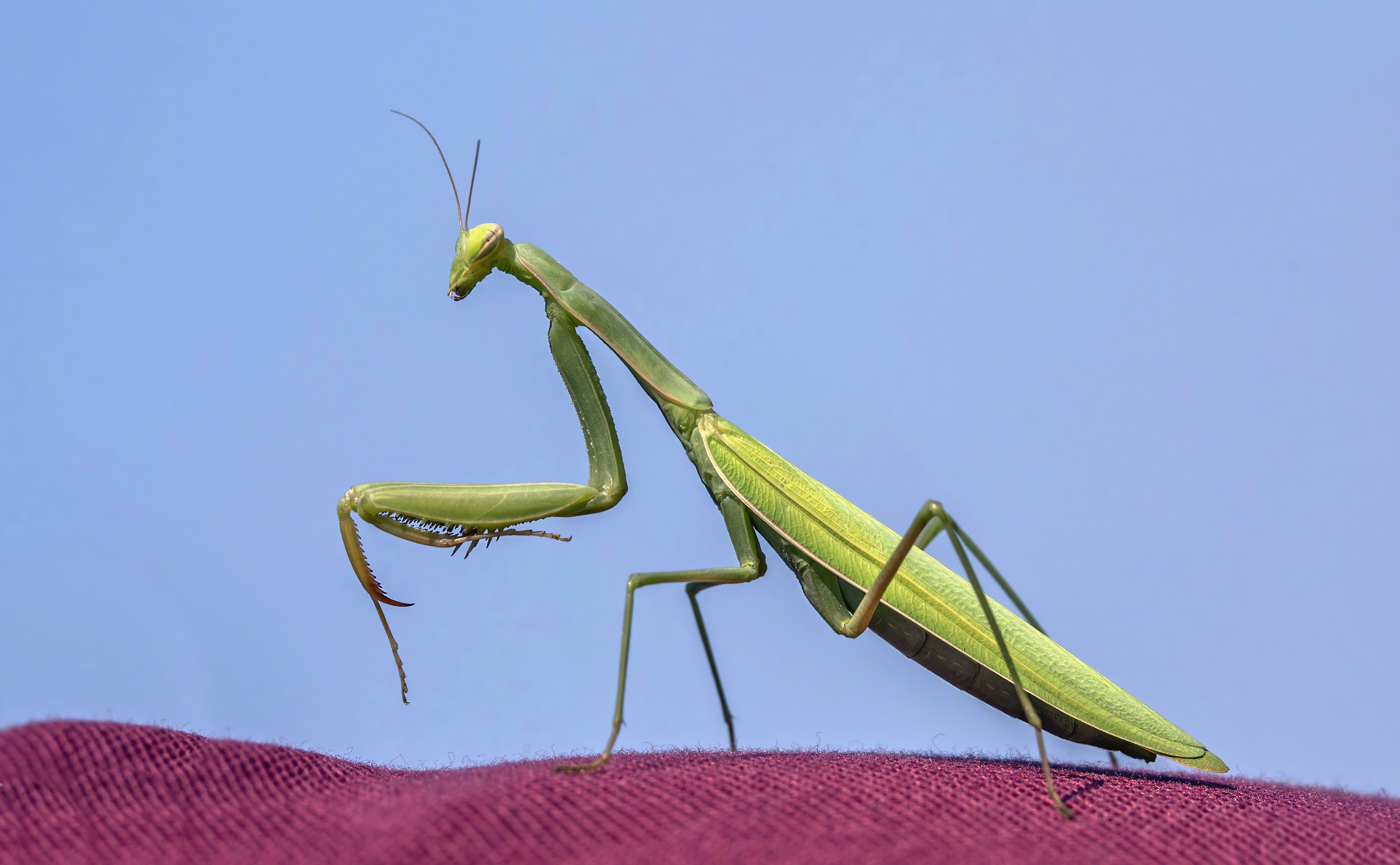
Mante religieuse femelle verte (Roumanie).
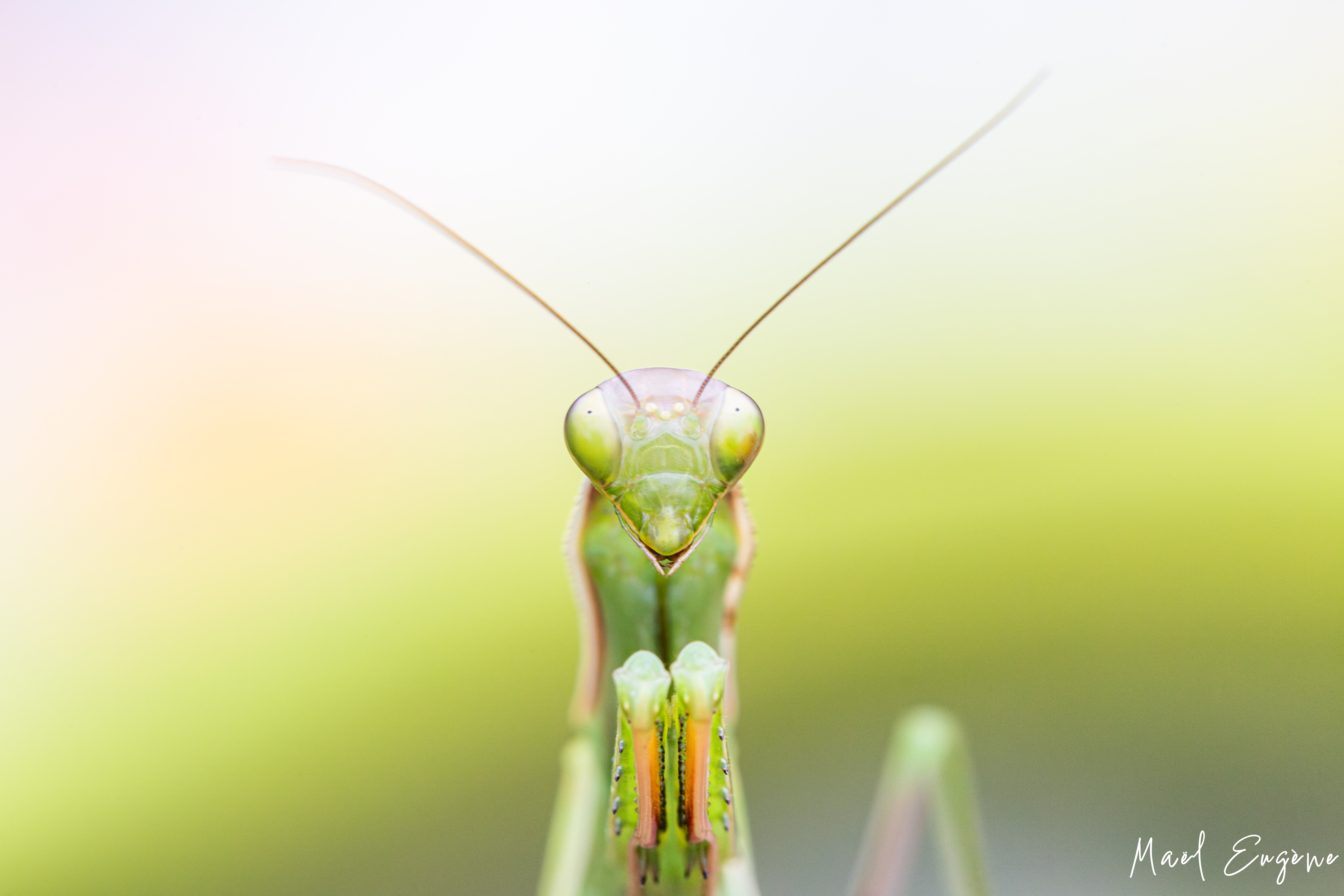
Mante religieuse.

Les deux sexes sont aptes au vol ; néanmoins, la femelle alourdie à l'approche de la ponte ne peut se déplacer que grâce à ses pattes postérieures qualifiées de déambulatoires. Le mâle est plus petit que la femelle de 2 ou 3 cm mais son caractère très fluet donne souvent l'impression d'une disparité allant du simple au double. Ses antennes sont plus longues, son abdomen est plus fin, et on compte huit sternums pour le mâle contre six pour la femelle. L'extrémité de l'abdomen est différente car, si le mâle porte deux cerques comme la femelle, on observe, entre ceux-ci, deux styles et l'absence d'oviscapte.
Ses pattes avant, appelées « ravisseuses », portent des piques et sont capables de se replier et se détendre vivement. Elles servent à attraper les proies parfois volumineuses (jusqu'à de petits oiseaux et des chauves-souris, et peuvent parfois faire des blessures plus ou moins importantes à la peau humaine) ou à accrocher la végétation afin de se hisser. Un névroptère, insecte volant aux ailes transparentes, Mantispe commune, possède les mêmes pattes avant que la mante. Il est plus petit. De même, un crustacé porte le nom de « crevette-mante » en raison de sa ressemblance morphologique (forme des pinces). Sur la face intérieure des pattes avant, des taches rappellent des yeux. Elle les montre aux agresseurs en écartant ses pattes, quand elle veut les effrayer. Dans le même temps, la mante est susceptible d'écarter les ailes plus ou moins largement, et parfois d'aboutir à la position dite « spectrale » avec les ailes dressées et étalées en éventail face à l'adversaire. N'étant pas venimeuse, elle est inoffensive pour les humains — elle peut cependant mordre si on la manipule sans précaution.
Ses yeux protubérants et très écartés lui donnent une excellente vision en relief (ce qui correspond à une vision humaine mais jusqu'à 20 m). Contrairement aux autres insectes, la mante peut faire pivoter sa tête à 180°, ce qui lui permet de suivre les déplacements de ses proies sans bouger le corps. Elle possède deux yeux composés (ou à facettes) et trois ocelles (yeux simples) entre les antennes. Sur ces dernières siège le sens auditif ; des sensilles spécialisées, en l'occurrence mécano-réceptrices, captent les vibrations de l'air produites par le vol d'un insecte. Ces sensilles, dites filiformes, sont d'ailleurs connues chez d'autres orthoptères. On trouve des individus bruns ou verts dans les mêmes lieux. Par leur homochromie, elles peuvent aisément passer inaperçues dans leur milieu ; néanmoins, la concordance avec le substrat semble plus fortuite que délibérée. Ces caractéristiques font de cet insecte un spécialiste de la chasse à l'affût.
La Mante religieuse vit mieux en été car les insectes sont plus présents. Elle ne vole pas très vite, ni très loin. Elle ne manque pas de puissance dans les ailes. Son thorax est frêle mais ses pattes antérieures et ses mandibules sont puissantes. Elle n'acquiert ses ailes définitives que lors de la dernière mue, mais ne se lance jamais dans de longues migrations, elle chasse parfois les papillons de nuit jusque dans les maisons.

## Prédation

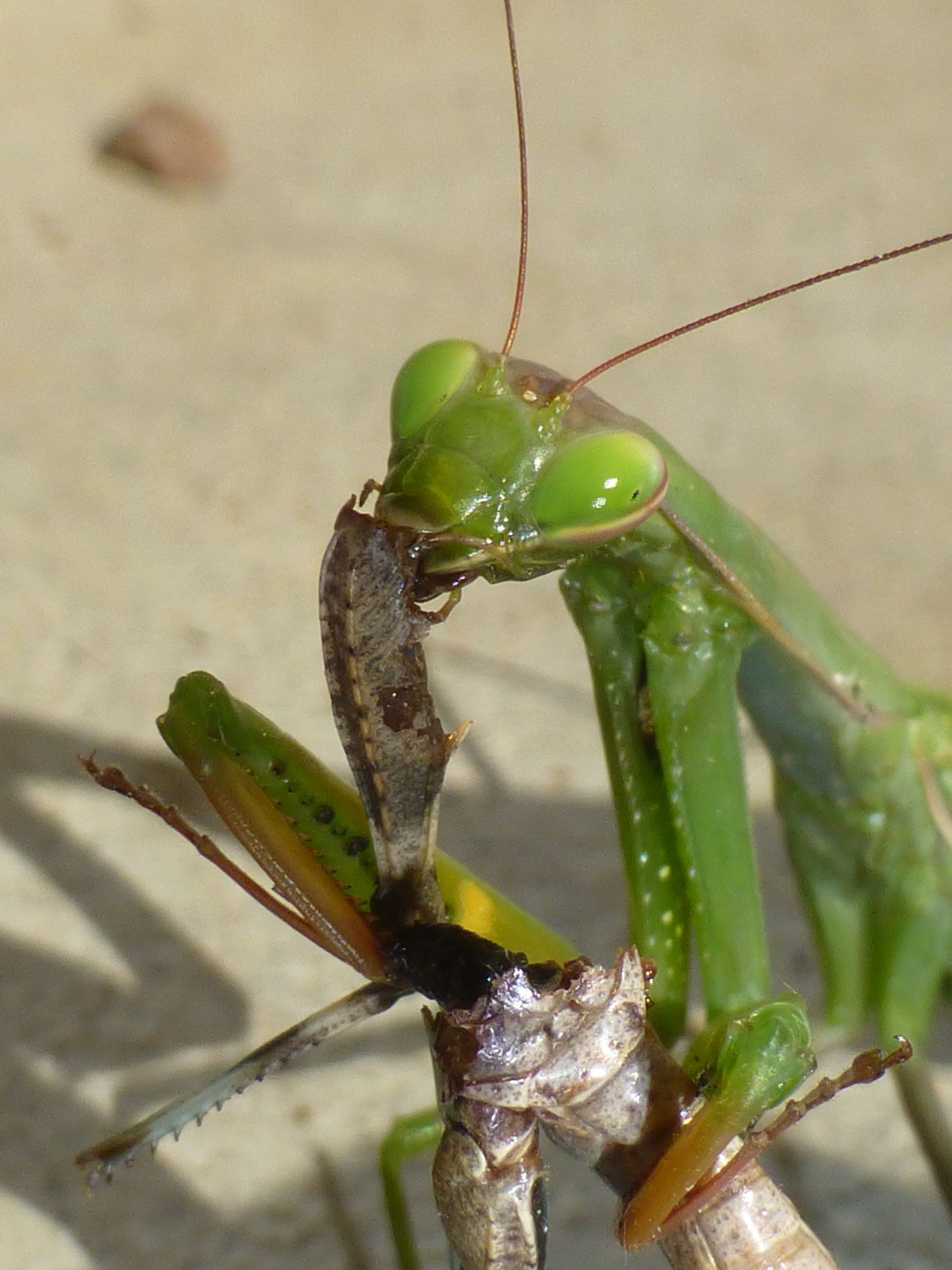
Mante religieuse dévorant un criquet.

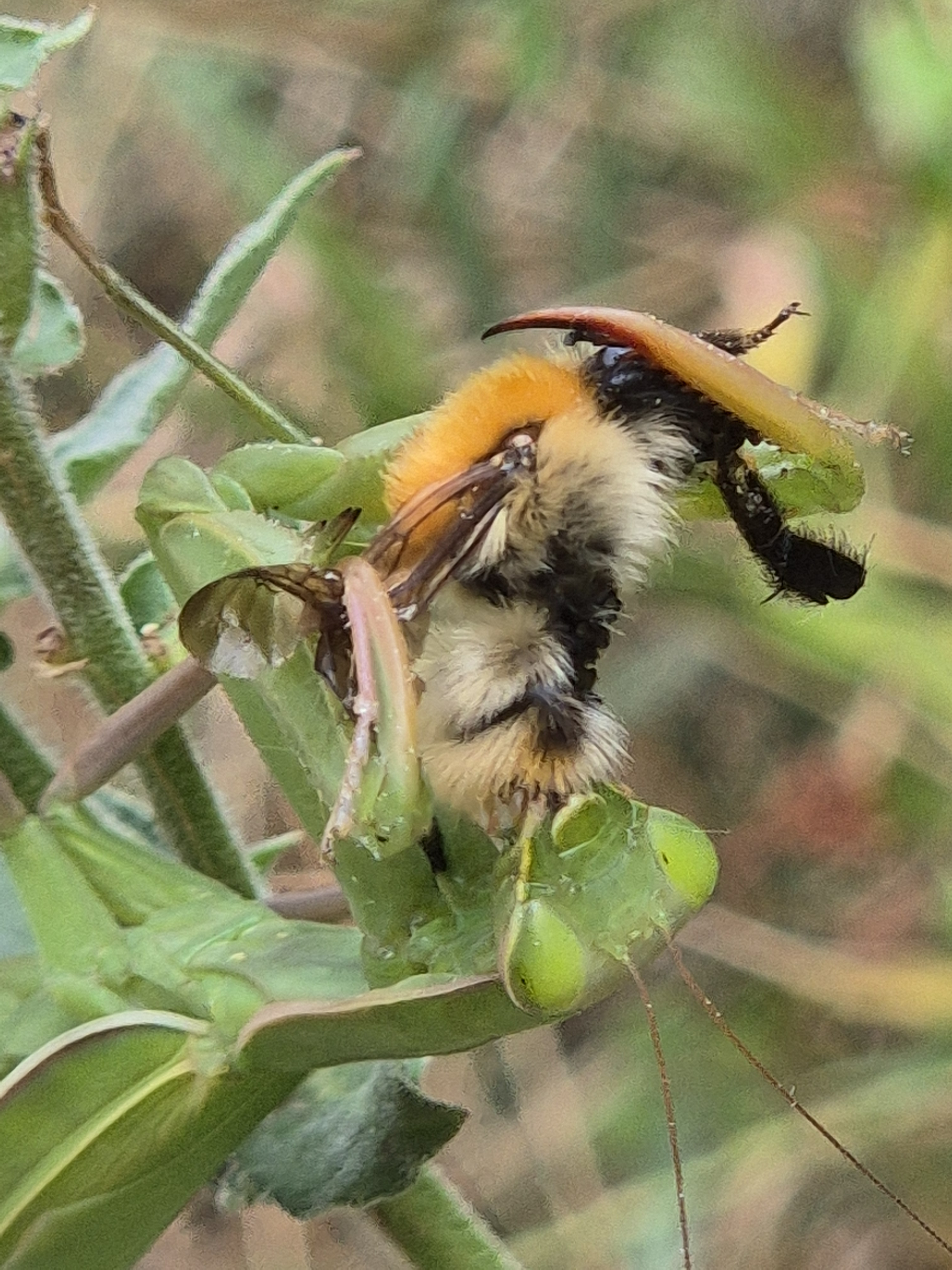
Mante religieuse dévorant un bourdon.

Parfois appelée « le tigre de l'herbe » en raison de ses mœurs voraces, la Mante religieuse se nourrit d'insectes vivants qu'elle attrape avec ses pattes avant et immobilise en dévorant parfois d'abord leurs ganglions cervicaux puis le reste du corps jusqu'à l'extrémité de l'abdomen. Elle laisse les parties trop dures comme certaines ailes ou pattes. Ses pièces buccales sont de type broyeur, ce qui lui permet de manger très facilement des proies parfois aussi grosses qu’elle. Ses proies sont généralement d'autres insectes comme des criquets, sauterelles, papillons, abeilles, bourdons, mouches…

## Prédateurs
Les prédateurs de la Mante religieuse sont les oiseaux et les reptiles (lézards, serpents, caméléons). Pour intimider ses ennemis elle se redresse en ouvrant ses ailes laissant apparaître trois ocelles. Elle peut également émettre un bruit en faisant vibrer son ventre contre ses ailes.
Dans le domaine des parasites, Chordodes formosanus est une espèce de nématomorphes dont la mante religieuse est l'hôte définitif. Son développement, jusqu'à expulsion de l'enveloppe de la Mante peuvent faire mourir l'insecte infecté.

## Cycle de vie
En Europe, la Mante religieuse devenue adulte s'accouple d'août à octobre. Le mâle, comme tout animal s'approchant d'une mante, se fait parfois dévorer pendant ou après la copulation. Plusieurs accouplements peuvent avoir lieu, mais un seul est nécessaire pour la fécondation. Même après avoir eu la tête coupée, le mâle continue à copuler et transmettre ses spermatozoïdes. Contrairement à une idée reçue, le cannibalisme lors de l'accouplement n'est cependant pas essentiel pour que la femelle dispose des ressources protéïques nécessaires pour porter les œufs ; reste qu'il est quasiment systématique en vivarium. Certains y voient une forme de cannibalisme tandis que d'autres, d'un avis anthropomorphique, préfèrent y voir une forme d'abnégation.
En septembre, octobre ou novembre, la femelle pond 200 à 300 œufs. Elle dépose une soie blanche, proche de la mousse de polyuréthane, sur un support comme une tige forte, une pierre ou un mur. Émise sous une forme blanche et crémeuse, cette soie est brassée et agencée par les valves génitales et prend la forme d'une structure en lamelles. Une fois durcie et brunie par oxydation, elle protège les œufs jusqu'au printemps. Cette structure s'appelle l'oothèque. Plusieurs oothèques peuvent être déposées par la même femelle et parfois une seconde ponte peut suivre, relativement rapidement, mais les oothèques bien conformées et « garnies », sont en principe peu fréquentes. En captivité, une femelle non fécondée peut déposer une ou plusieurs oothèques stériles. Les œufs sont jaunes, très allongés, et régulièrement disposés au fur et à mesure de l'élaboration de l'oothèque. Ils n'occupent que la partie centrale, et sont logés dans des cellules très étroitement accolées qui forment une sorte de noyau dense et résistant. Le reste de l'oothèque est essentiellement lamellaire, très aéré, nettement moins rigide. 
Au printemps (mai, juin) une centaine de larves émergent de l'oothèque. Chacune d'entre elles est confinée dans une très fine membrane, et après s'en être libérée (opération considérée comme une première mue), elle ressemblera en tous points à l'adulte. Celles-ci sont par ailleurs des proies faciles. Une araignée, des fourmis, des lézards ou même des oiseaux peuvent ainsi attaquer les nouveau-nés dès l'éclosion. Après six métamorphoses successives, l'insecte adulte porte des ailes, absentes jusque-là et la femelle est fécondable.

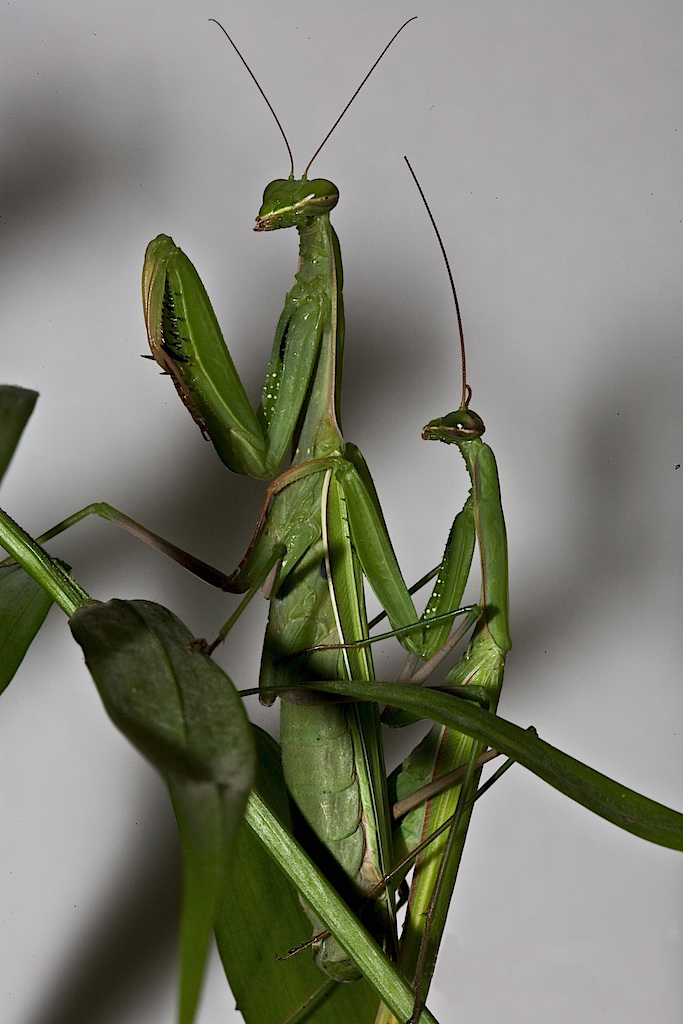
Accouplement.
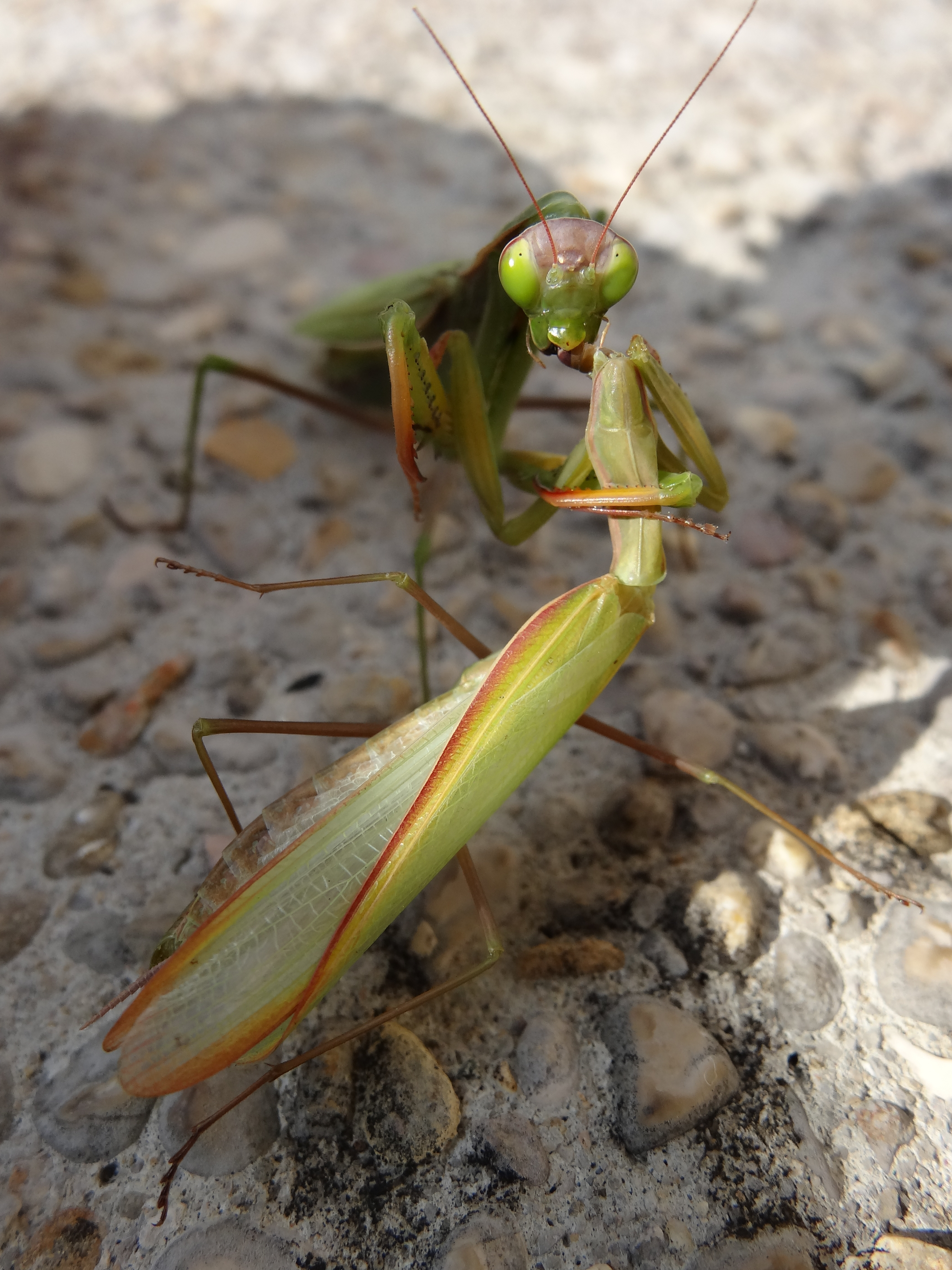
Cannibalisme.
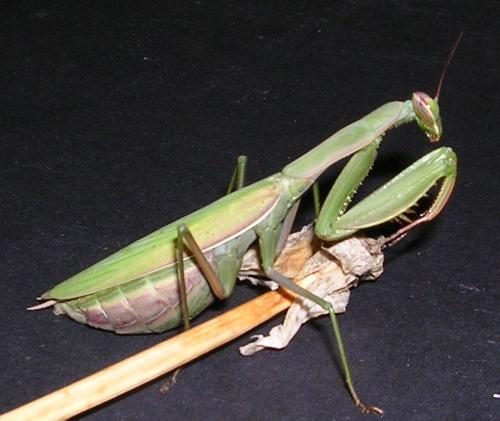
Femelle sur le point de pondre.
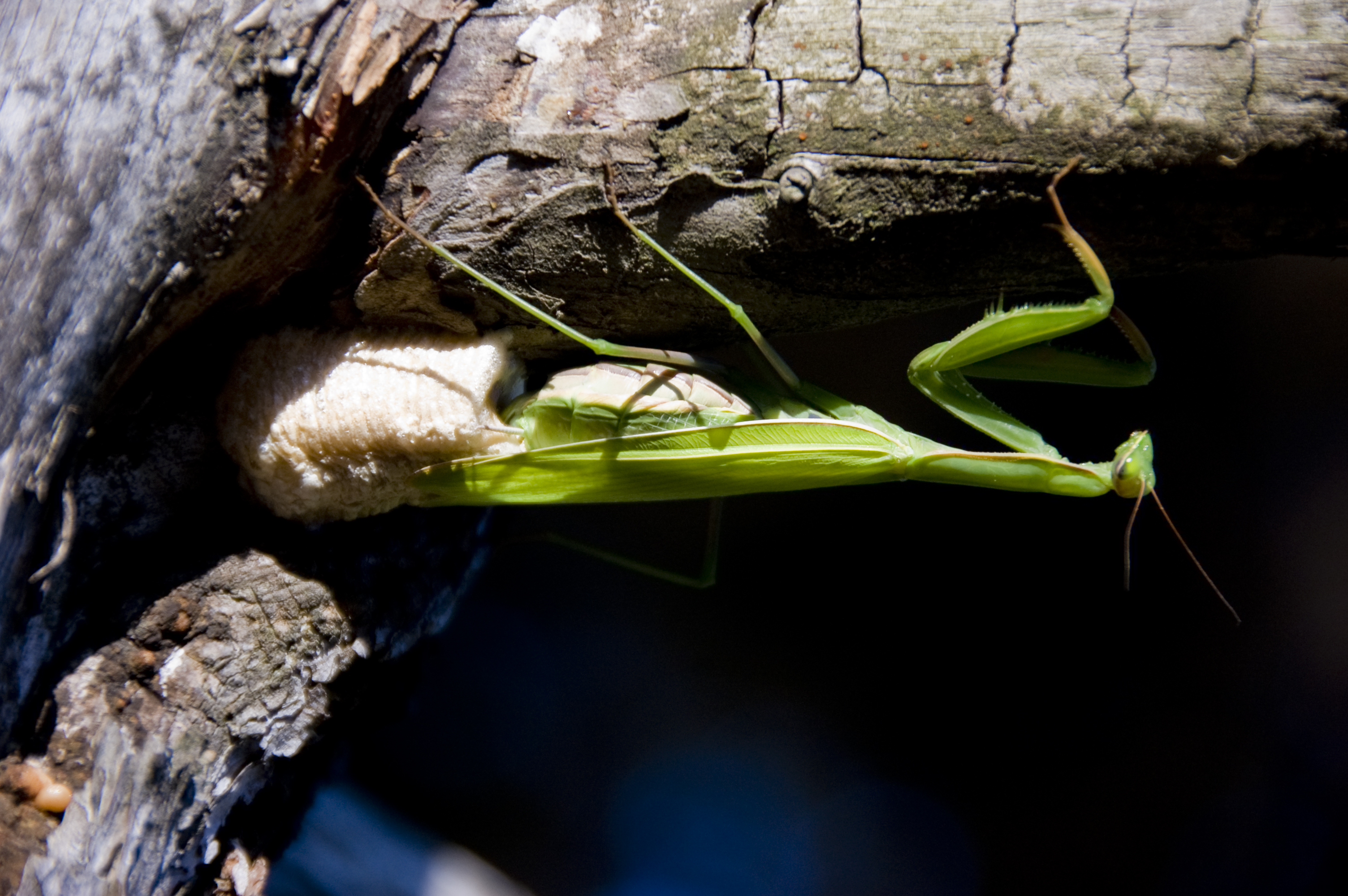
Ponte.
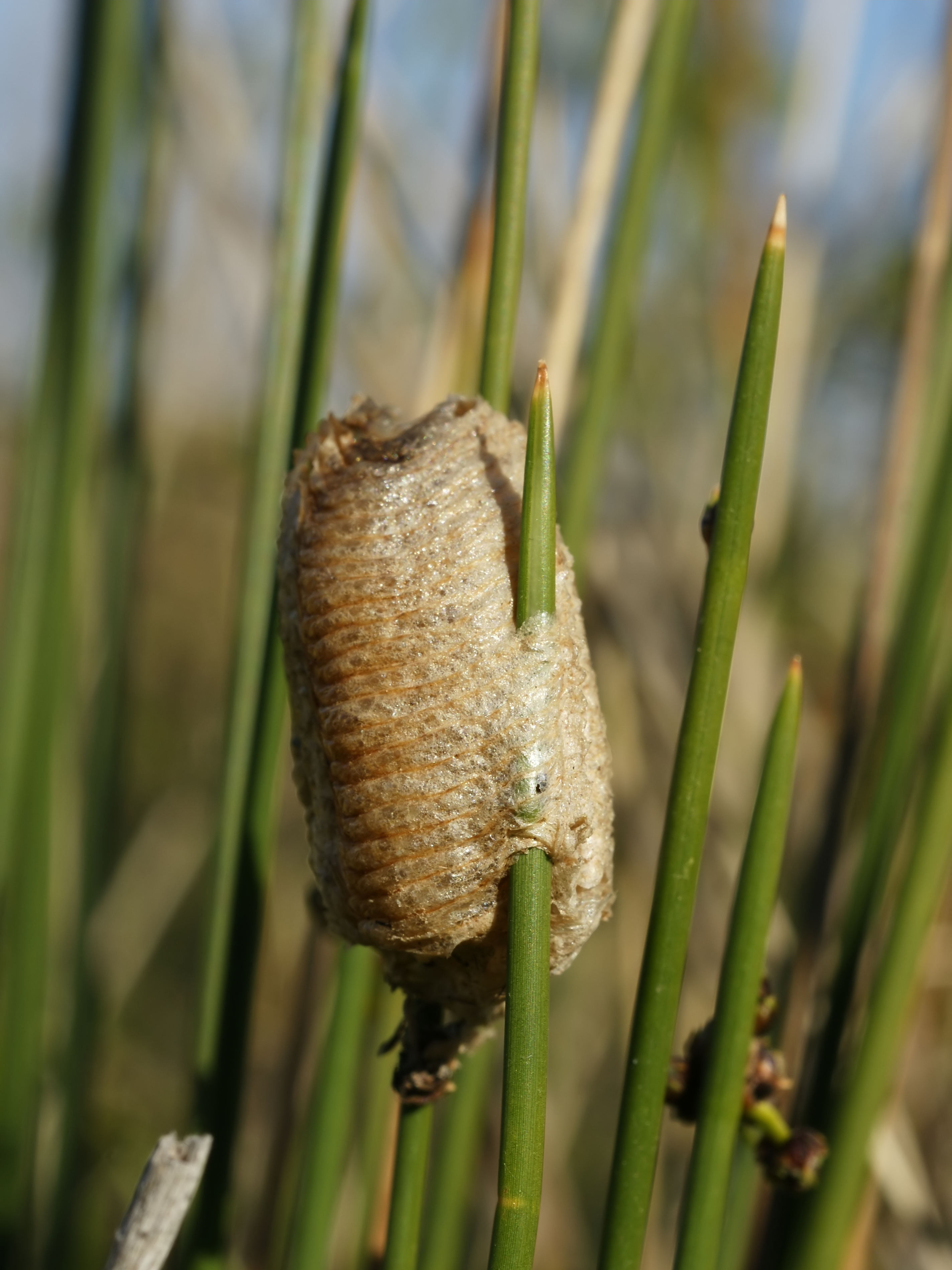
Oothèque.
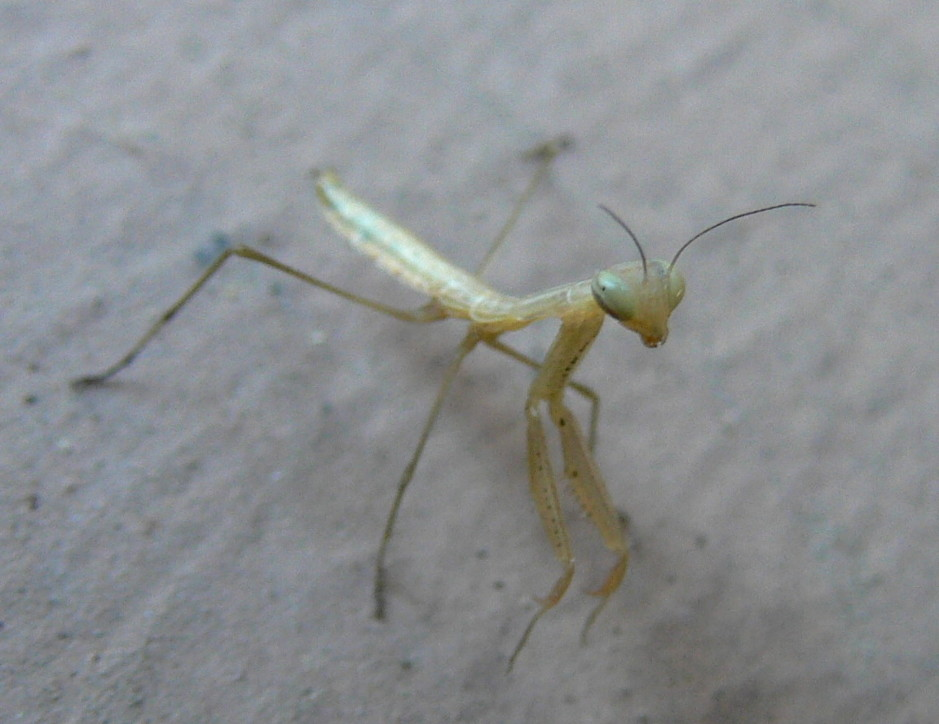
Jeune spécimen.
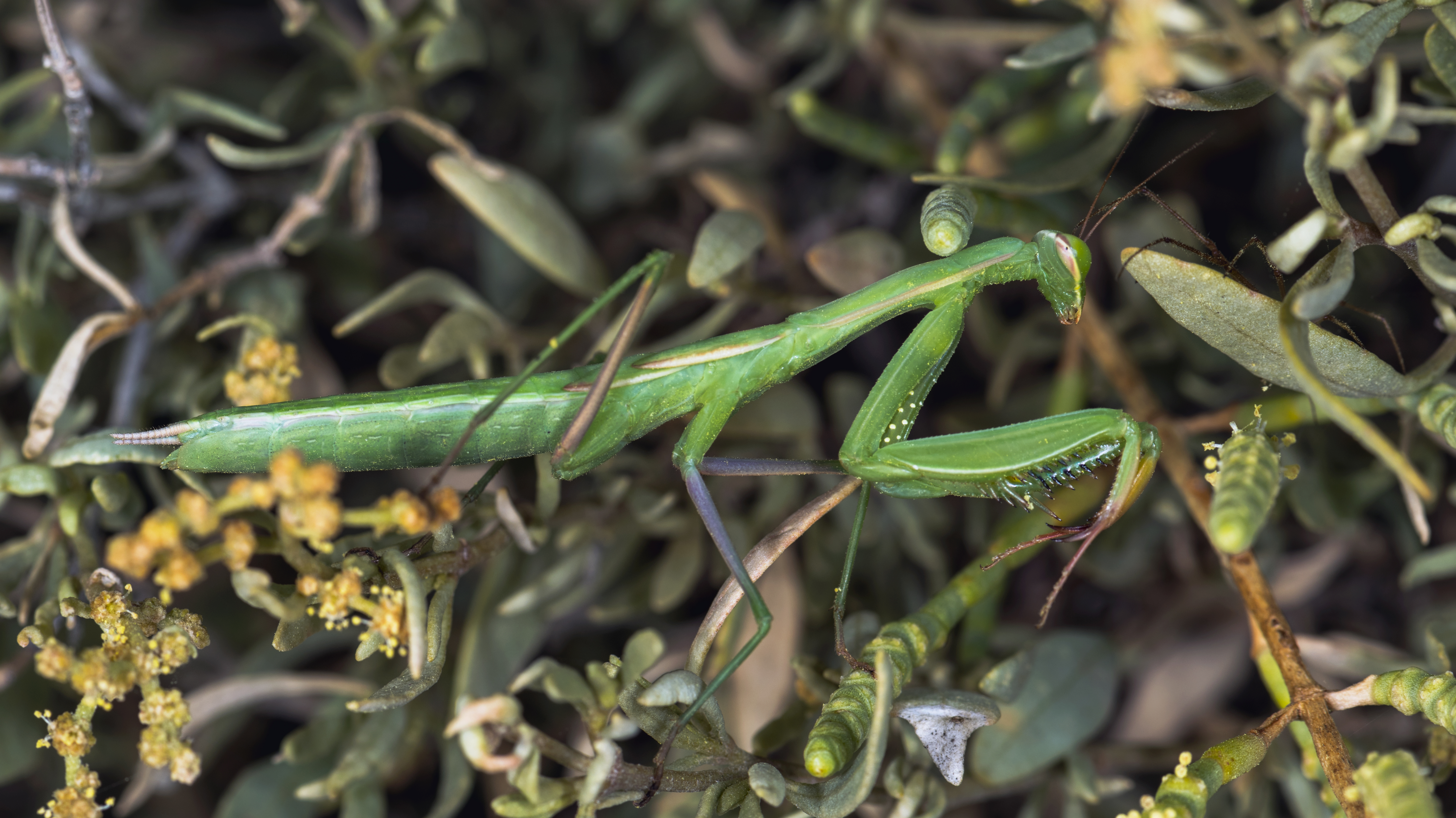
Femelle immature, les ailes ne sont pas encore formées.
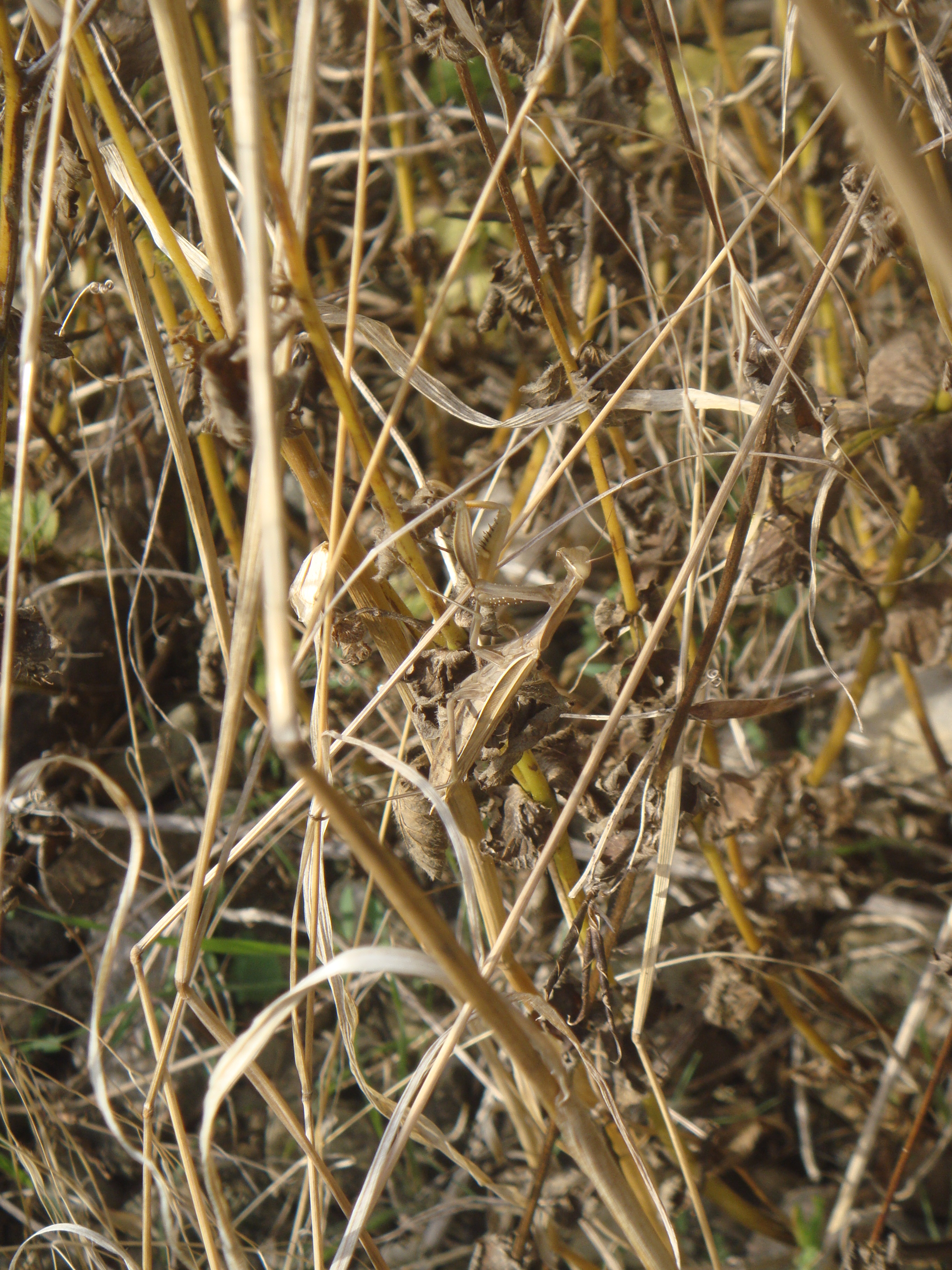
Couleur paille mimétique.
Mâle adulte.
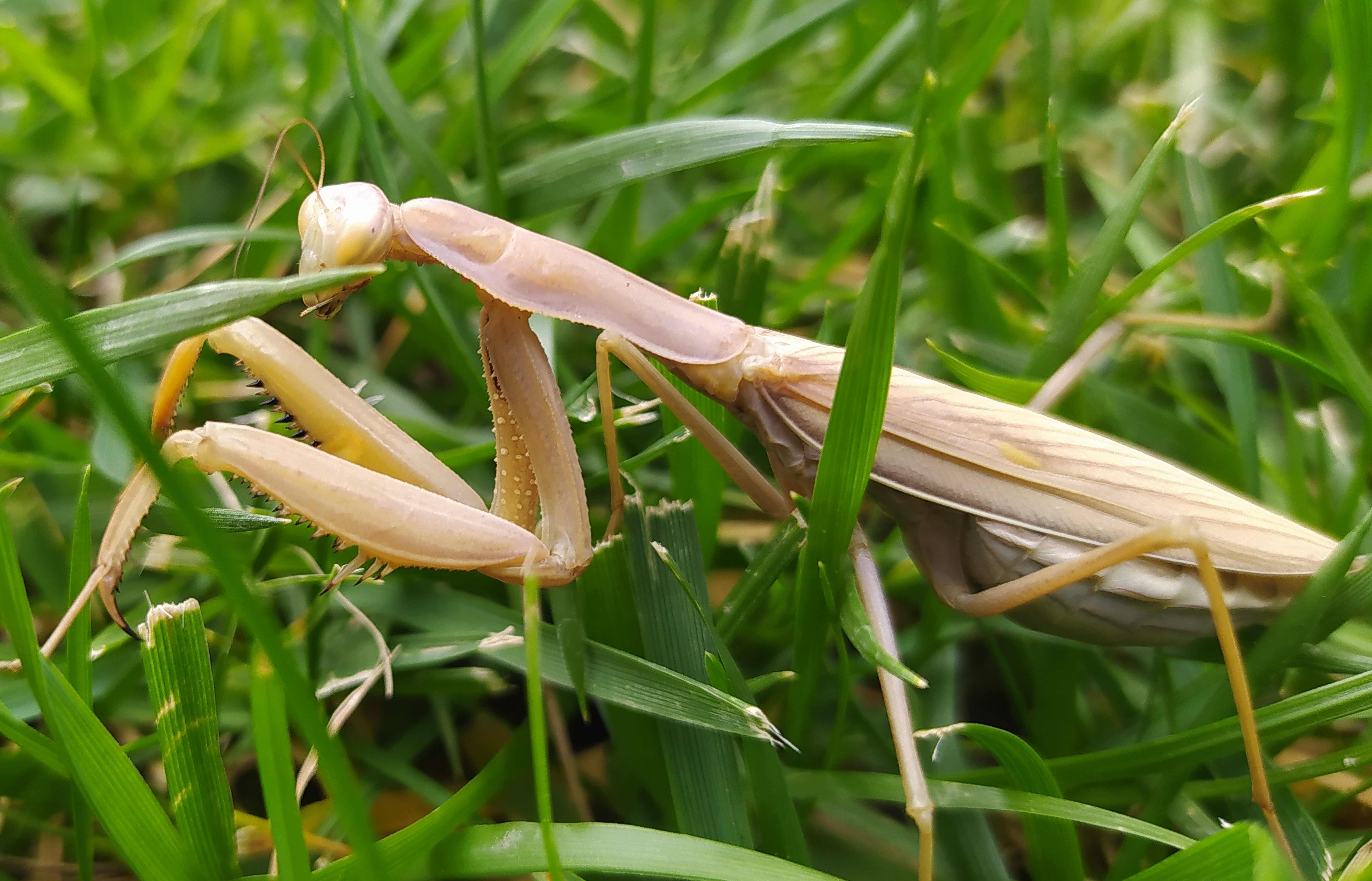
Femelle adulte (El Escorial, Espagne).
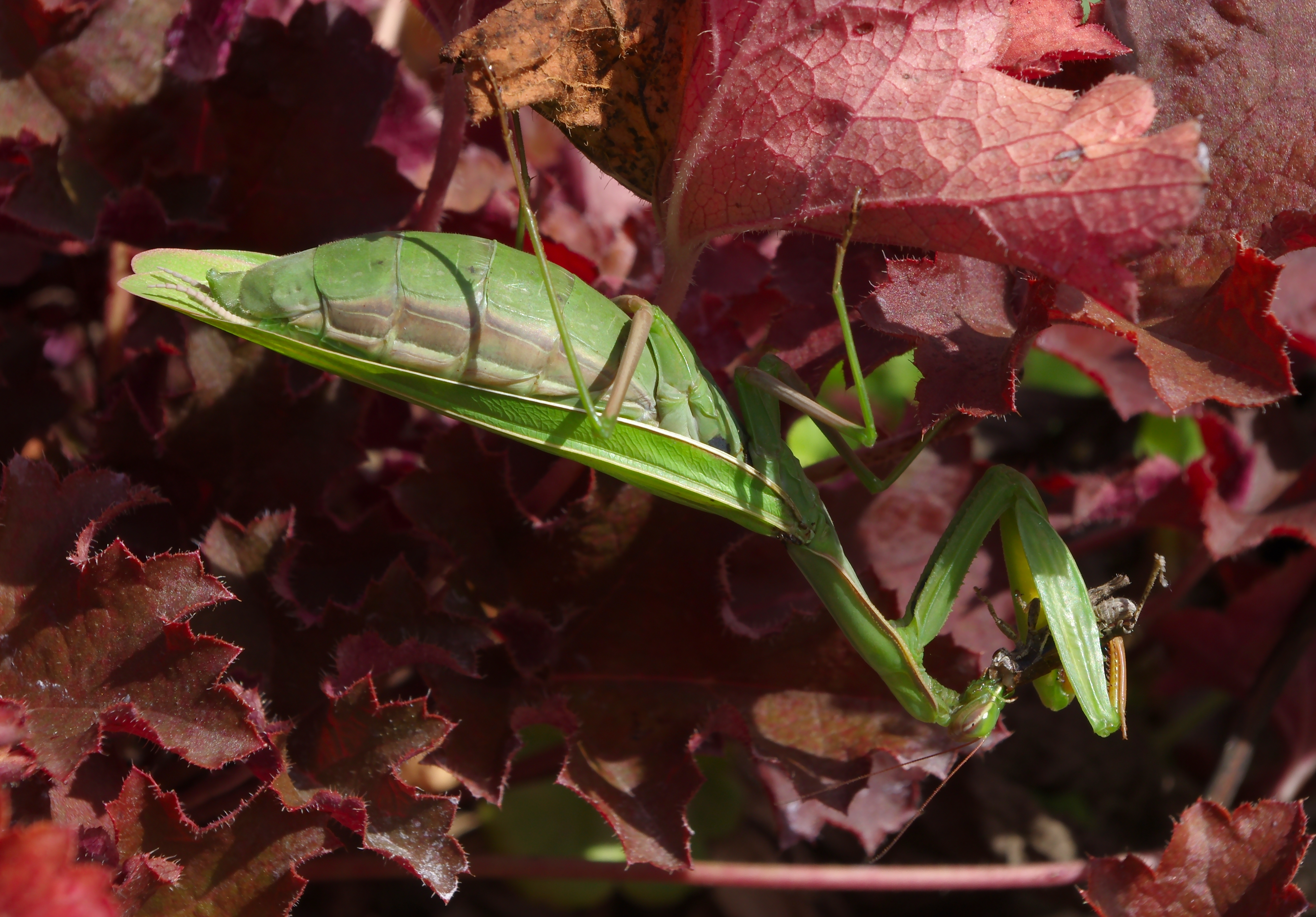
Prédation d'une femelle adulte.
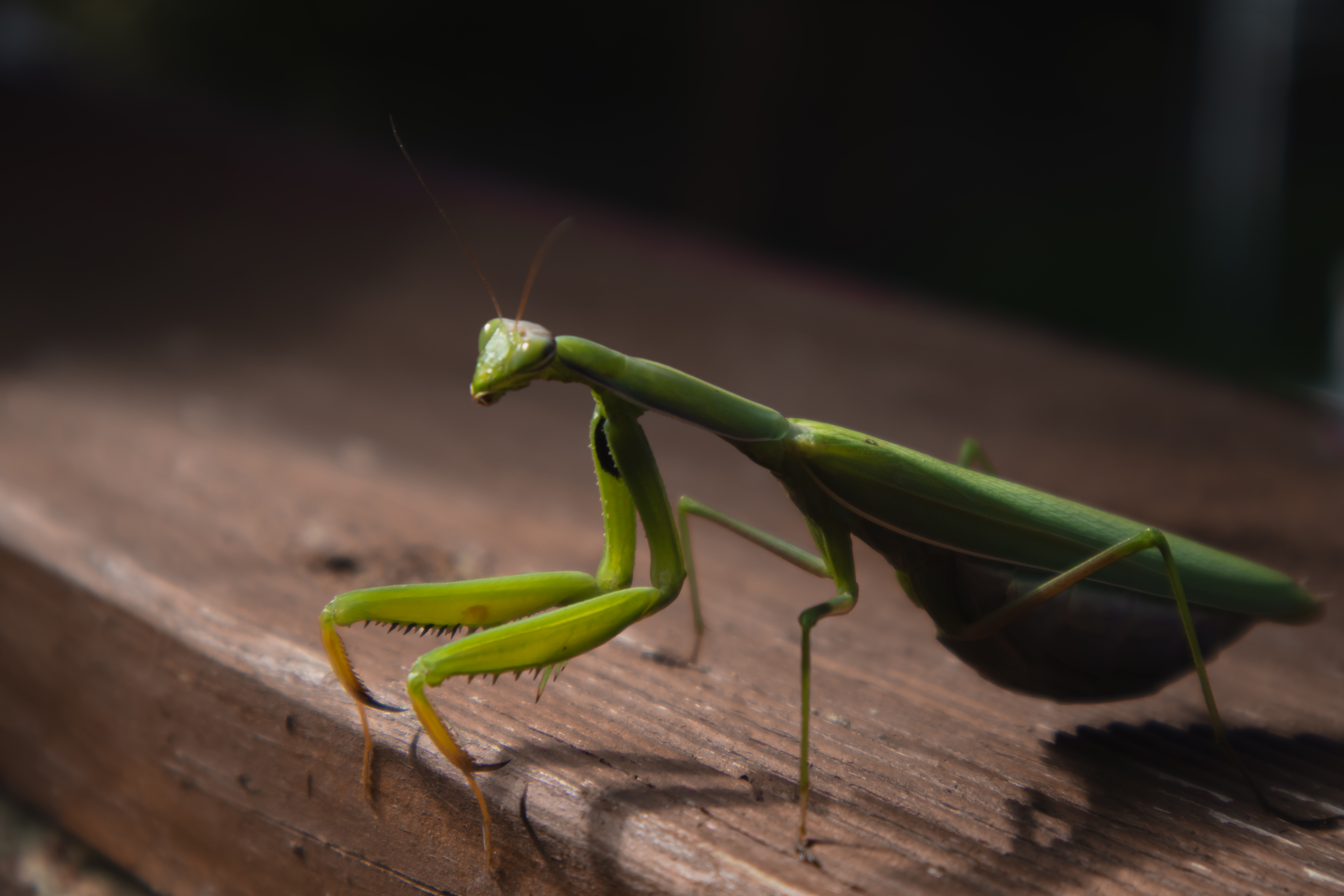
Mante religieuse femelle adulte (France)

## Répartition
Originaire du bassin méditerranéen, la Mante religieuse s'est répandue en Asie jusqu'au Japon. Ses stations les plus nordiques semblent se situer à l'est des monts Oural. Sur le continent africain, outre le Maghreb, elle est également présente au cap de Bonne-Espérance. Elle est considérée comme espèce invasive en Amérique du Nord depuis le début du XXe siècle et est présente de l'est de la rivière Mississippi jusqu'au nord-ouest de la côte Pacifique. Elle a été introduite dans l’État de New York en 1899 pour lutter contre les insectes ravageurs. Au Canada, on la trouve aujourd'hui au Québec, en Ontario et en Colombie-Britannique. Elle est aussi présente en Amérique centrale et en Australie[réf. souhaitée].
En France, la Mante religieuse ne figure pas dans la liste nationale de l'arrêté du 22 juillet 1993 mais est protégée localement en Île-de-France. En Allemagne, elle est classée dans la « liste rouge des orthoptères » (Rote liste) dans la catégorie 3 (vulnérable).

## Systématique
L'espèce Mantis religiosa a été décrite par le naturaliste suédois Carl von Linné en 1758, sous le nom initial de Gryllus religiosus.

### Synonymie
- Gryllus religiosus Linné, 1758

### Taxonomie
C'est l'une des 13 espèce du genre Mantis. Elle appartient à l'ordre des Mantodea (ordre d'insectes très répandus sous les tropiques, mais également bien représentés en zone méditerranéenne).

## Étymologie
Le nom de « mante » provient du latin des naturalistes, mantis (attesté dès Linné en 1735) qui l'ont emprunté au grec Μάντις « prophétesse, devineresse », comme en témoigne Théocrite. C'est probablement son attitude hiératique qui lui a valu ce nom. La tradition chrétienne a redoublé ce nom en ajoutant l'adjectif « religieuse» en raison de ses pattes antérieures qu’elle replie comme pour prier quand elle est à l’affût d’une proie. L'appellation provençale de « Prega Dieu » ou « Prie Dieu » est également utilisée, de même que « cheval du diable » en français cadien et plus rarement « tigre de l'herbe ».

## La Mante religieuse et l'Homme

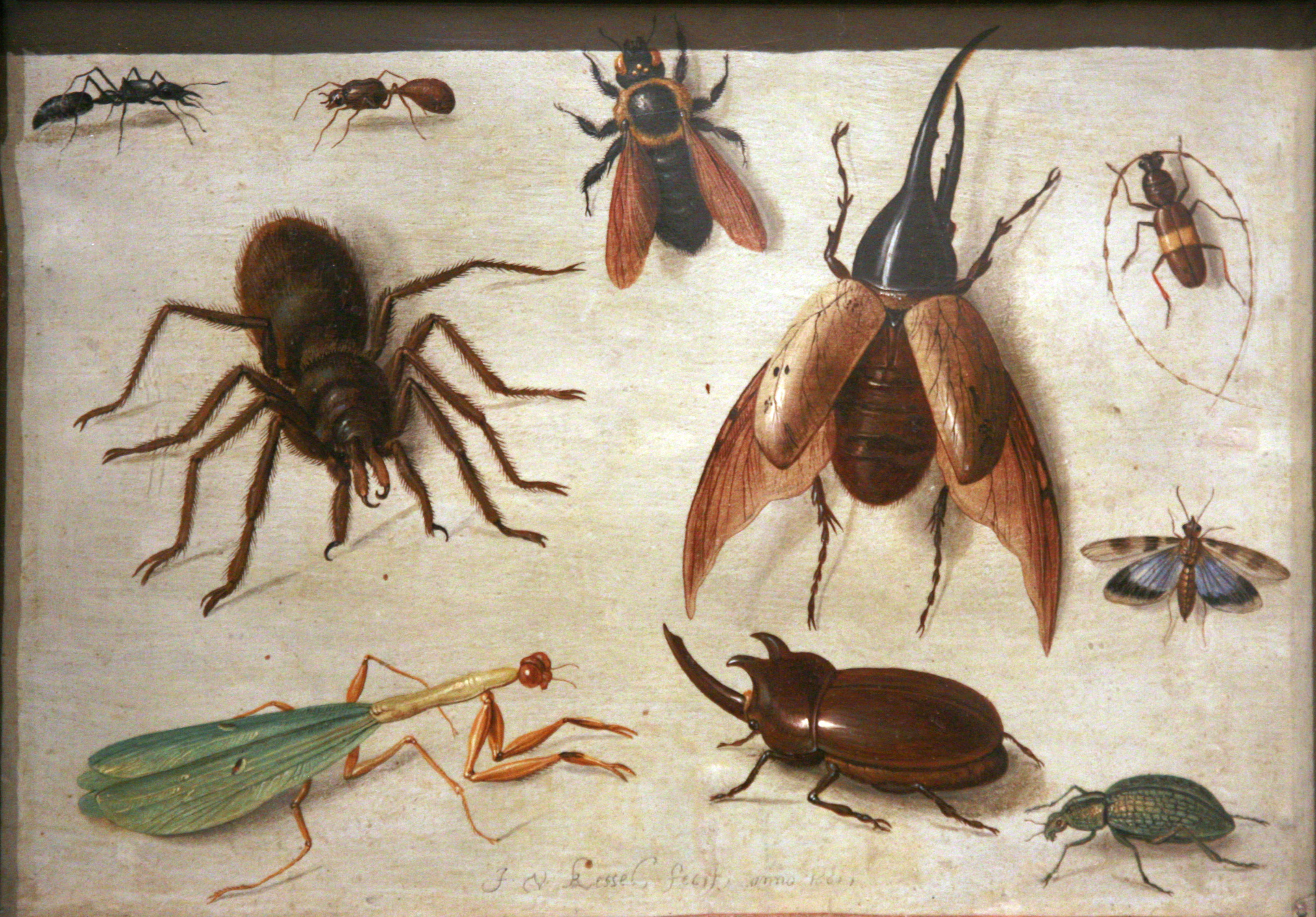
En bas à gauche, une mante religieuse représentée par Jan van Kessel (1626-1679), tableau exposé au Musée des Beaux-Arts de Strasbourg.

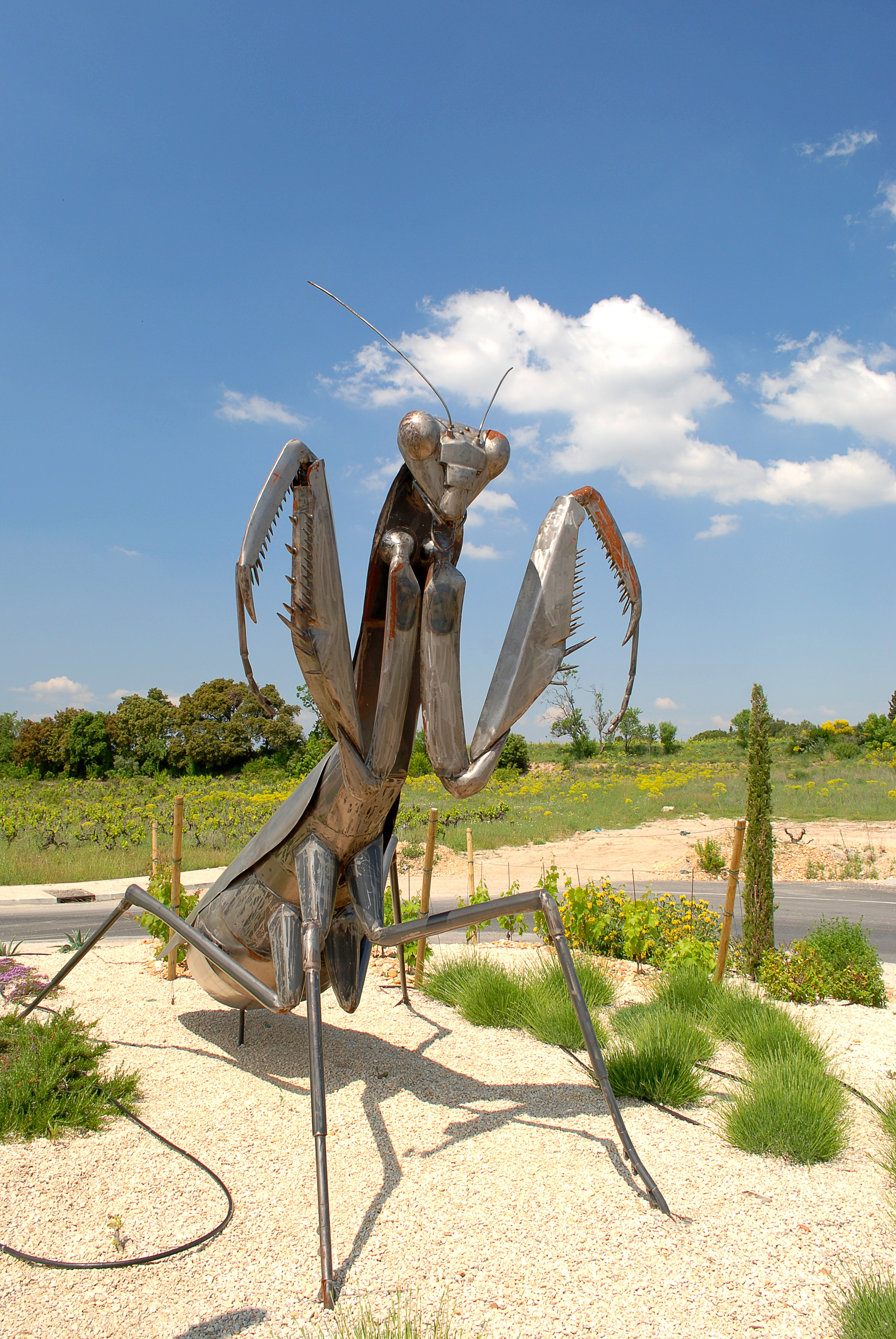
Sculpture de mante religieuse géante à l'entrée de Sérignan-du-Comtat (Vaucluse, France).

Il arrive que la femelle dévore le mâle après l'accouplement, surtout en captivité. Dès lors, dans certaines affaires judiciaires, la mante religieuse est l'un des termes utilisé pour désigner la femme criminelle. Le comportement prédateur de la Mante religieuse en a fait un symbole de force à l'instar du Lion. L'art martial de la Mante religieuse symbolise le sang froid (inspirant l'impossibilité de compromis, et la rationalité) et l'énergie sauvage. Dans son art martial, l'adversaire est débordé par des saisies au bras enchaînées par des techniques dans tous les angles ; il y a peu de déplacement. Elle est à ce titre un des personnages de la série de films Kung Fu Panda.
Ennemi naturel des ravageurs de cultures comme les criquets, la mante fut louée par certains peuples, comme le montre la Dōtaku, cloche japonaise ornée de mantes et autres alliés servant aux prières pour avoir une bonne récolte.
Dans les arts, elle a été représentée par Germaine Richier : La Mante, grande, 1946, 158 × 56 × 78 cm, collection particulière. Cette œuvre a été considérée comme « un étendard féministe par sa voracité à l'égard des mâles ». La Mante religieuse est aussi l'objet d'un culte des Swagap, peuple indigène de Papouasie-Nouvelle-Guinée, surnommé la « tribu-insecte » par les visiteurs étrangers.
La mante est entrée dans les légendes et des films d'horreur l'ont représentée en monstre mutant comme la Kamacuras (カマキラス), apparu dans la série Godzilla. Le film hongkongais La Mante religieuse de Liu Chia-liang en 1978, est sorti dans les salles en France en 2012. Le film La Mante religieuse de Natalie Saracco, est sorti dans les salles en France le 2014. La Mante religieuse a également donné son nom à un style de design français dont la forme rappelant l'insecte a évolué des années 50 aux années 80. La Mante religieuse fait l'objet d'un épisode de la série américaine populaire Buffy contre les vampires où elle prend forme humaine et séduit l'un des protagonistes principaux de la série avant d'être détruite par Buffy Summers, la tueuse de vampires.